# Interpretación de Montevideo
La interpretación de Montevideo de la mecánica cuántica (IMV) es una interpretación que complementa la decoherencia ambiental con limitaciones fundamentales en la medición derivadas de la gravedad. Explica la aparición del mundo clásico a través de la decoherencia.
Esta interpretación se introdujo en una serie de artículos y se describe en detalle en un ensayo publicado en 2009 por Rodolfo Gambini y Jorge Pullin, y sugiere que la gravedad cuántica supone limitaciones fundamentales en la precisión de los relojes, que implican un tipo de decoherencia. La Interpretación de Montevideo explica la transición de lo cuántico a lo clásico a través de un fenómeno llamado "indecidibilidad", que se deriva del hecho de que la mecánica cuántica no puede proporcionar predicciones precisas para ciertas mediciones debido a la influencia de la gravedad en el proceso de medición.

## Diferencias con la interpretación de Copenhague
La Interpretación de Montevideo (IMV) y la Interpretación de Copenhague (IC) son dos interpretaciones de la mecánica cuántica que intentan explicar el comportamiento de las partículas a nivel subatómico. La IMV se basa en la decoherencia ambiental y en las limitaciones fundamentales de la medición derivadas de la gravedad. Pretende abordar las críticas a la mecánica cuántica examinando más de cerca lo que ocurre durante una medición y cómo se aplica la teoría. En cambio, la IC fue el primer intento general de comprender el mundo de los átomos tal y como lo representa la mecánica cuántica. Hace hincapié en el uso de conceptos clásicos para describir los resultados experimentales y en dotar al formalismo cuántico de una interpretación. Un elemento central de la IC es la insistencia de Niels Bohr en la complementariedad, que afirma que ciertos pares de propiedades físicas no pueden medirse ni observarse simultáneamente. La IC también suscribe el postulado de proyección de John von Neumann, que afirma que cuando se realiza una medición, se produce un colapso de la función de onda. En comparación, el IMV no se basa en el colapso de la función de onda, sino que se centra en la indecidibilidad de las partículas giratorias (spin), propone que ciertas condiciones pueden causar una reducción (o colapso) de una función de onda sin que intervenga una fuerza externa.